# Мюлен-Айхзен
Мюлен-Айхзен (нім. Mühlen Eichsen) — громада в Німеччині, розташована в землі Мекленбург-Передня Померанія. Входить до складу району Північно-Західний Мекленбург. Складова частина об'єднання громад Гадебуш.
Площа — 23,69 км2. Населення становить 966 ос. (станом на 31 грудня 2020).